# La Voz de Galicia (Buenos Aires)
La Voz de Galicia fue una publicación que se editó en Buenos Aires entre 1910 y 1915.

## Historia y características
Apareció el 9 de noviembre de 1913. Fundada por Francisco Álvarez de Nóvoa y Fortunato Cruces y dirigida por Álvarez de Nóvoa. El administrador era José Salado, y entre los colaboradores figuraron Ignacio Ares de Parga, Manuel Revestido, Conde de Cela (Joaquín Pesquera), Constantino Huerta, Germán Verdiales, Alberto Camino, Ramón Fernández Soto, Antonio Rey Soto y Castelao, que desde el número 24 mantuvo la sección Cosas de Galicia. El último número conocido es el 69, que apareció en 1915.